# Buca del Tasso
Buca del Tasso presso Camaiore nella provincia di Lucca è un sito archeologico dove è attestata la presenza di Homo neanderthalensis a partire da 40 000 anni fa, grazie al ritrovamento di un femore, attribuito ad un bambino di circa 9 anni di età.
Oltre al femore, l'unico resto umano neandertaliano rinvenuto in Toscana, sono stati scoperti resti di animali che vivevano in regioni dal clima freddo, come stambecchi, camosci e marmotte.